# Pianale FGA Mini

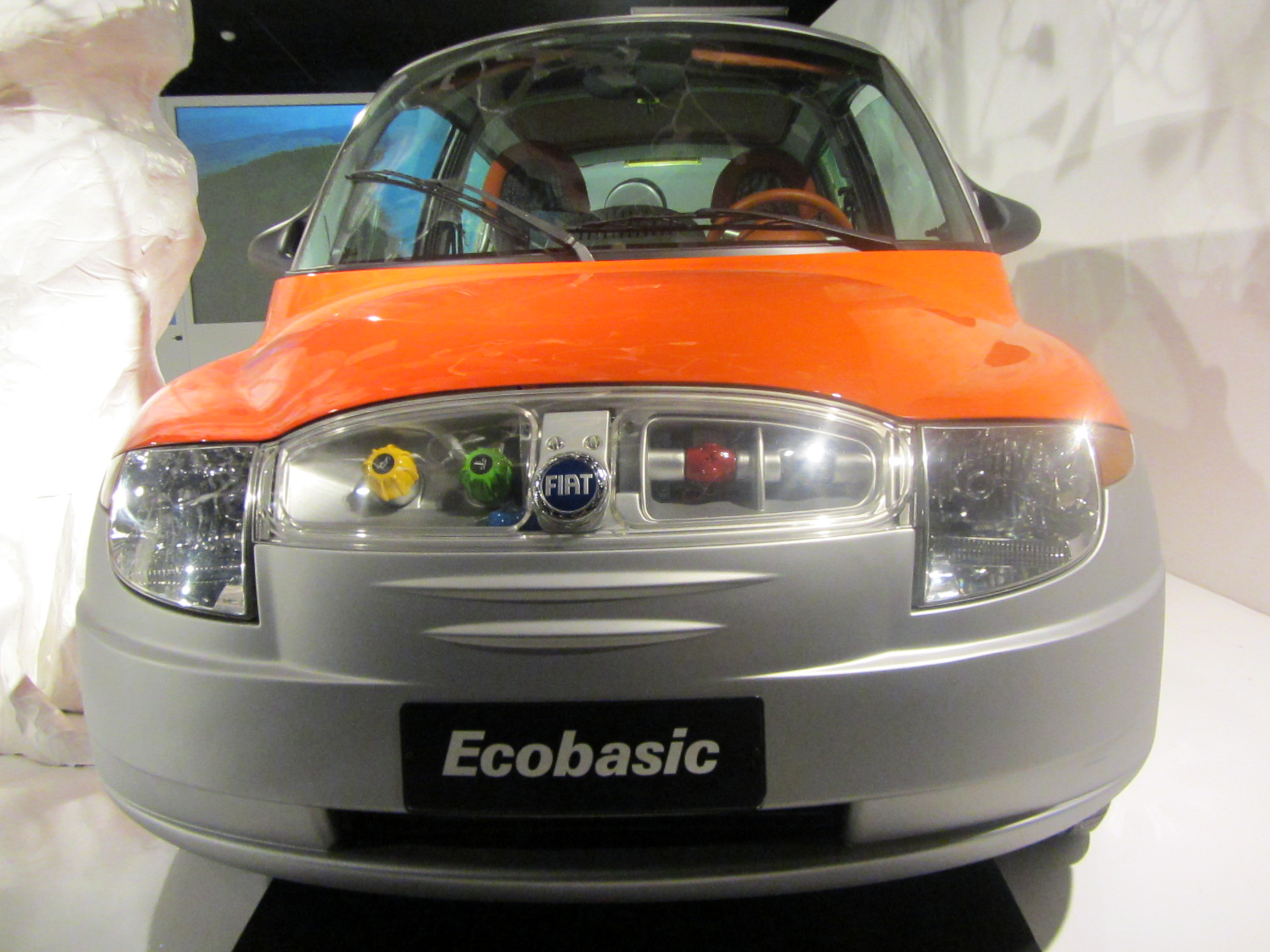
Fiat Ecobasic, prima ad adottare il pianale Mini

Il pianale FGA Mini, chiamato anche piattaforma Fiat Mini, è una piattaforma automobilistica sviluppata dall'azienda italiana Fiat Group Automobiles di tipo modulare e destinata a vetture piccole di segmento A. La sua prima versione ha debutta nel 2003 sulla Fiat Panda di seconda generazione. 

## Storia

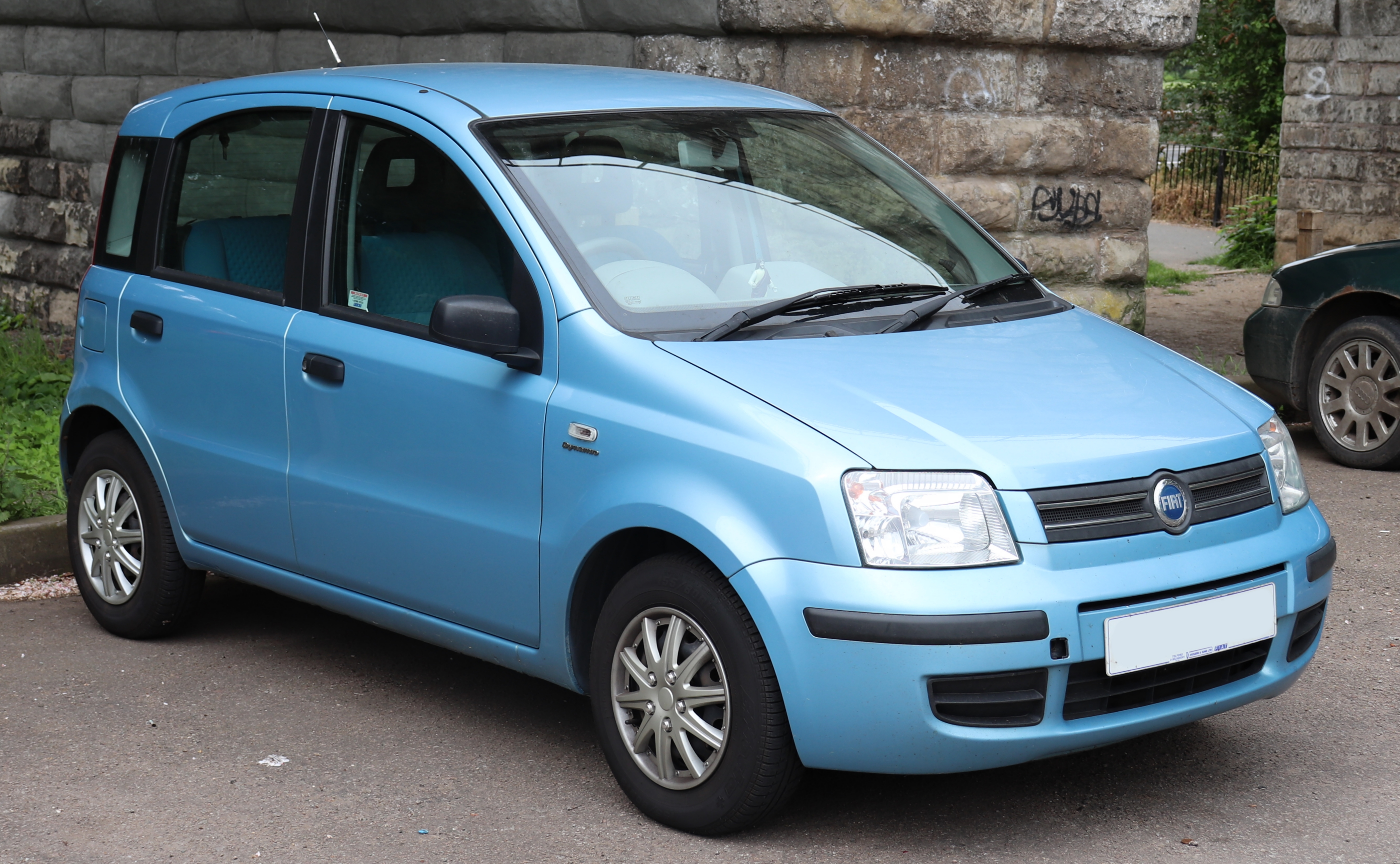
Fiat Panda, primo veicolo di serie costruito sulla piattaforma

Sviluppata alla fine degli anni 90 a Torino, la piattaforma Mini è stata progettata per la costruzione di city car del Gruppo Fiat. La piattaforma Mini ha sostituito la vecchia piattaforma Panda (nome in codice Tipo Zero) risalente al 1980. Tutti i componenti sono stati totalmente riprogettati e resi adattabili a più tipi di veicoli di piccole dimensioni (tra cui due volumi, cabriolet e fuoristrada). Il telaio fa un uso largo di acciaio ad alta resistenza. Le auto costruite sulla piattaforma Mini possono ospitare sia la trazione anteriore sia quella sulle quattro ruote, utilizzando motori disposti nello schema traversale/anteriore. La versione standard della piattaforma è progettata per ospitare sospensioni del tipo MacPherson all'anteriore e a barra di torsione al posteriore, ma la versione a quattro ruote motrici è stata riprogettata per poter ospitare al retrotreno sospensioni indipendente a bracci tirati e un differenziale elettronico a slittamento limitato.

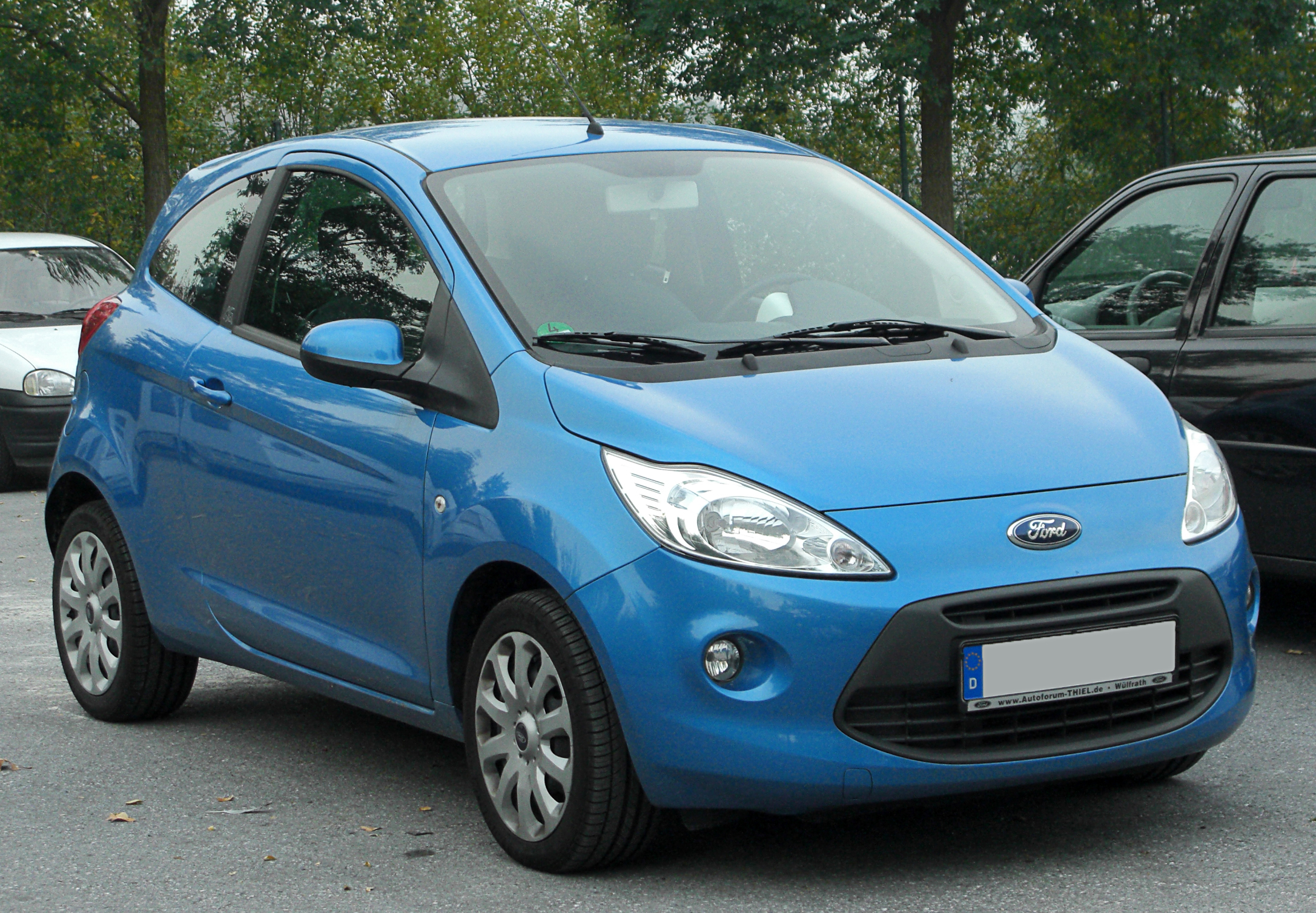
Ford Ka II, unica vettura non del gruppo FGA a essere realizzata sulla piattaforma

La prima vettura in assoluto ad adottare tale piattaforma fu la concept car del 1999 Fiat Ecobasic, che era alimentata da un piccolo motore 1,2 JTD Multijet. Il primo veicolo di produzione costruito sulla piattaforma fu la Fiat Panda II nel 2003, una due volumi a cinque porte con la caratteristica di avere un tetto alto che le permettesse di aumentare lo spazio a bordo per i passeggeri. L'architettura è stata sviluppata per essere prodotta negli stabilimenti Fiat in Polonia, in Messico dalla Chrysler (quando venne creata una versione della Fiat 500 adattata per la vendita negli Stati Uniti) e successivamente in Italia nello stabilimento di Pomigliano d'Arco (quando venne spostata la produzione della Fiat Panda III).
La piattaforma Mini ha esordito sulla Fiat Panda II con un interasse di 2 299 mm nella versione standard (2 305 mm nella versione 4x4). Nel 2007, la piattaforma fu leggermente modificata per la costruzione di due citycar a tre porte di dimensioni più piccole: la Fiat 500 e la Ford Ka II.

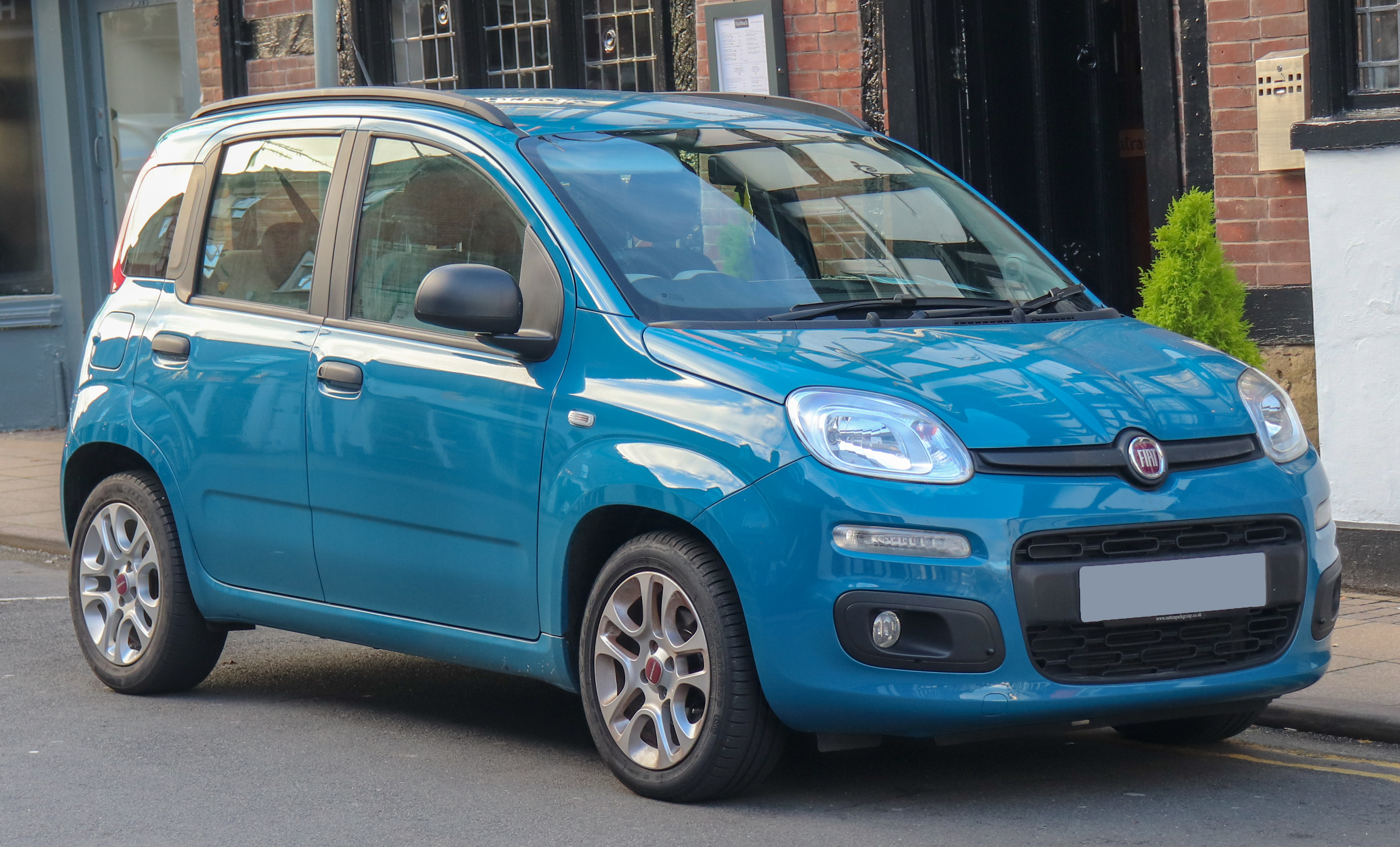
Fiat Panda III, ultima evoluzione del pianale FGA Mini

Una versione a passo lungo (2 390 mm) della piattaforma è stata utilizzata nella Lancia Ypsilon III, lanciata nel 2011. Nel 2012, con il lancio della terza generazione della Fiat Panda, la versione 4x4 è stato incrementato il passo a 2305 mm.

### Veicoli basati su tale piattaforma
- Fiat Ecobasic (concept car, 1999)
- Fiat Panda (2003-2012)
- Fiat Panda Hydrogen (2005-2010)
- Fiat 500 (dal 2007)
- Ford Ka (2008-2016)
- Lancia Ypsilon (dal 2011)
- Fiat Panda[3] (dal 2012)

## Piattaforma "Economy"

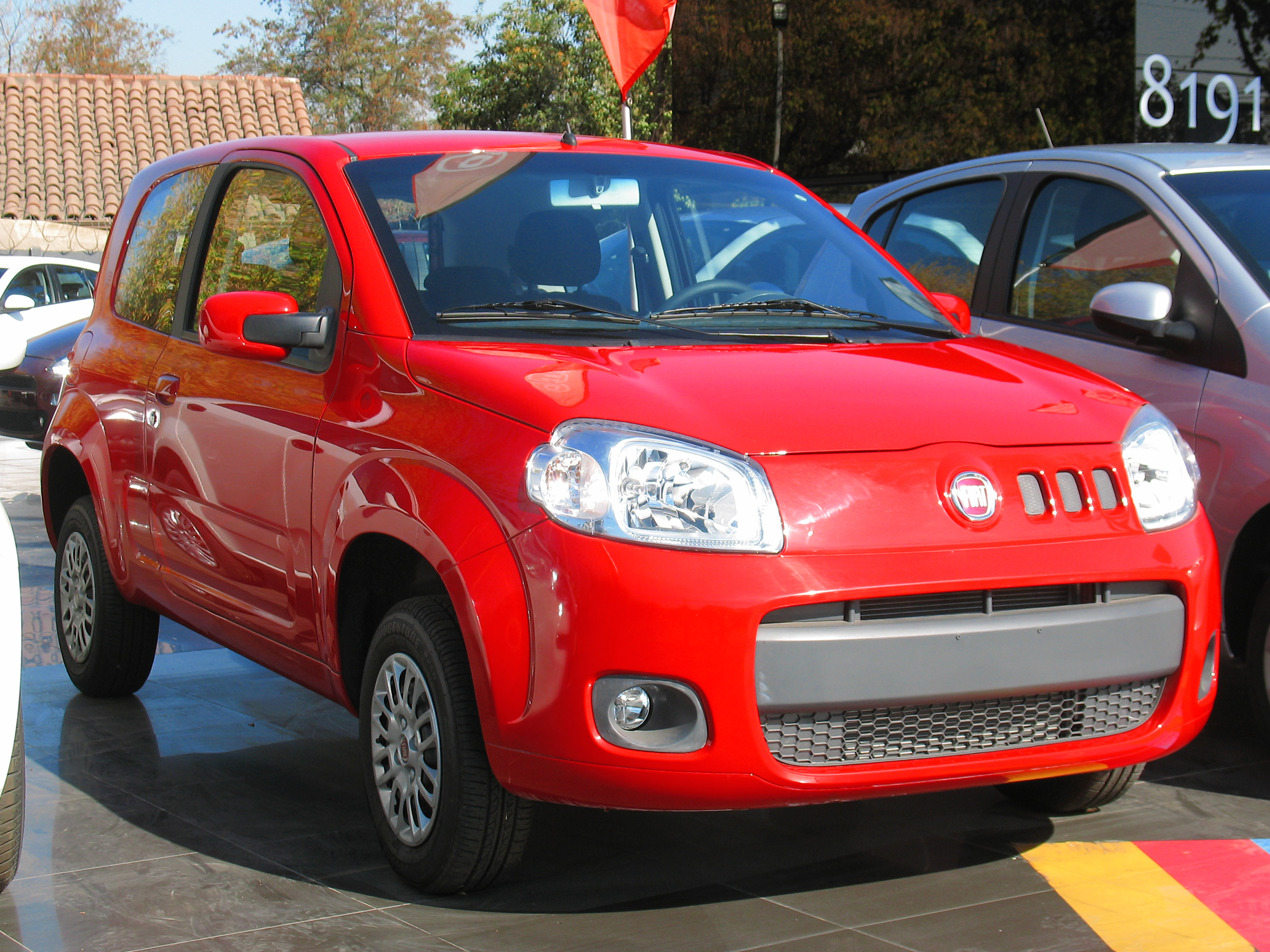
Fiat Uno brasiliana, vettura che portato all'esordio la piattaforma economy

La piattaforma "Economy" è un pianale creato specificatamente per veicolo di piccole dimensioni a basso costo prodotto dalla FCA in Sud America. È una nuova piattaforma introdotta per la prima volta sulla Fiat Uno (nome in codice 327) assemblata dal 2010 a Betim, in Brasile. La Fiat afferma che la nuova Uno utilizza l'82% di nuovi componenti, essendo basata sulla Fiat Palio di prima generazione. Una versione a passo lungo è stata utilizzata anche nella seconda generazione della Palio e nella Grand Siena. Nel 2014 la Fiat ha presentato il Fiorino brasiliano basato sul telaio modificato della Uno, con assale posteriore proveniente dalla Fiat Strada. Nel 2016 viene introdotta con il modello Fiat Mobi una versione della piattaforma, caratterizzata da costi di realizzazione più bassi.

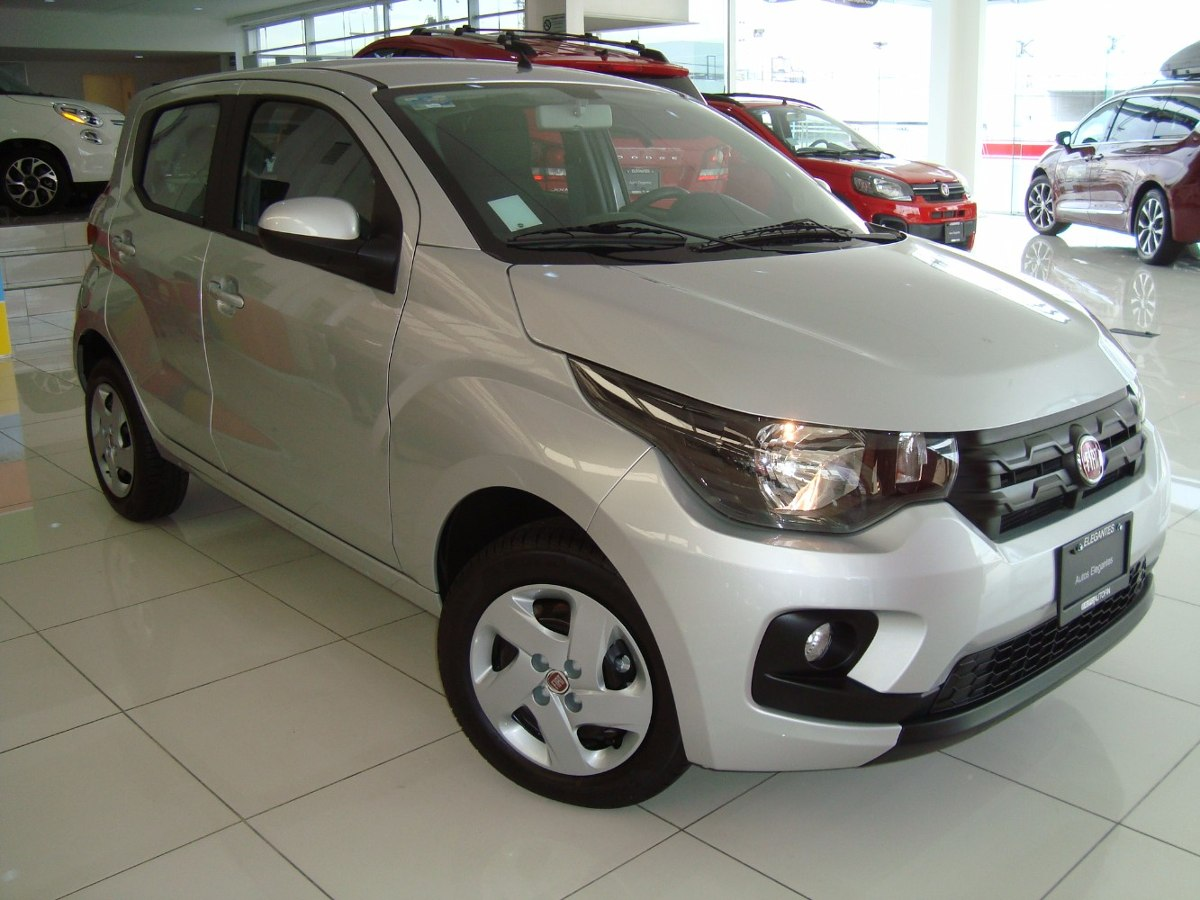
Fiat Mobi, ultima evoluzione della piattaforma Economy

La piattaforma Economy è stata sostituita dalla FCA MP1 (Modular Platform 1), che ha esordito nel 2017 con la nuova Fiat Argo.

### Veicoli basati su tale piattaforma
- Fiat Uno (2010-2021)
- Fiat Palio II (2011-2017)
- Fiat Grand Siena (2012-2021)
- Fiat Fiorino (dal 2014)
- Fiat Mobi (dal 2016)